# Scopula intervulsata
Scopula intervulsata är en fjärilsart som beskrevs av Walker 1861. Scopula intervulsata ingår i släktet Scopula och familjen mätare. Inga underarter finns listade.